# Gemerské Michalovce
Gemerské Michalovce és un poble i municipi d'Eslovàquia. Es troba a la regió de Banská Bystrica.

## Història
La primera menció escrita de la vila es remunta al 1413.

## Demografia
| Godina             | 1994 | 2004    | 2014    | 2024   |
| ------------------ | ---- | ------- | ------- | ------ |
| Nombre de persones | 98   | 108     | 97      | 90     |
| Diferència         |      | +10,20% | −10,18% | −7,21% |

| Godina             | 2023 | 2024   |
| ------------------ | ---- | ------ |
| Nombre de persones | 92   | 90     |
| Diferència         |      | −2,17% |